# POSCO International
POSCO International, раніше POSCO Daewoo Corporation та Daewoo International Corporation (кор. 포스코대우 Пхосикхо Деу), колишня Daewoo Corporation — одна з найбільших корейських торговельних корпорацій, дочірня компанія POSCO. Daewoo засновано Кім У Чхонгом в 1967 році, як Daewoo Industrial Co., Ltd, з основними напрямками бізнесу в галузі торгівлі та будівництва. У 2000 році, Daewoo Group було ліквідовано; головну дочірню компанію Daewoo International Corporation було придбано POSCO за 2.8 мільярдів доларів США. У березні 2016 року змінено назву на POSCO DAEWOO. Компанія розвиває бізнес в трьох основних сегментах: міжнародна торгівля, розвиток видобування сировини, та менеджмент проектів. У 2015 році компанія оголосила про наміри повернутися до виробництва автомобілів. В 2019 році компанія змінила назву на POSCO International. Штаб-квартира у Сеулі.

## Розташування

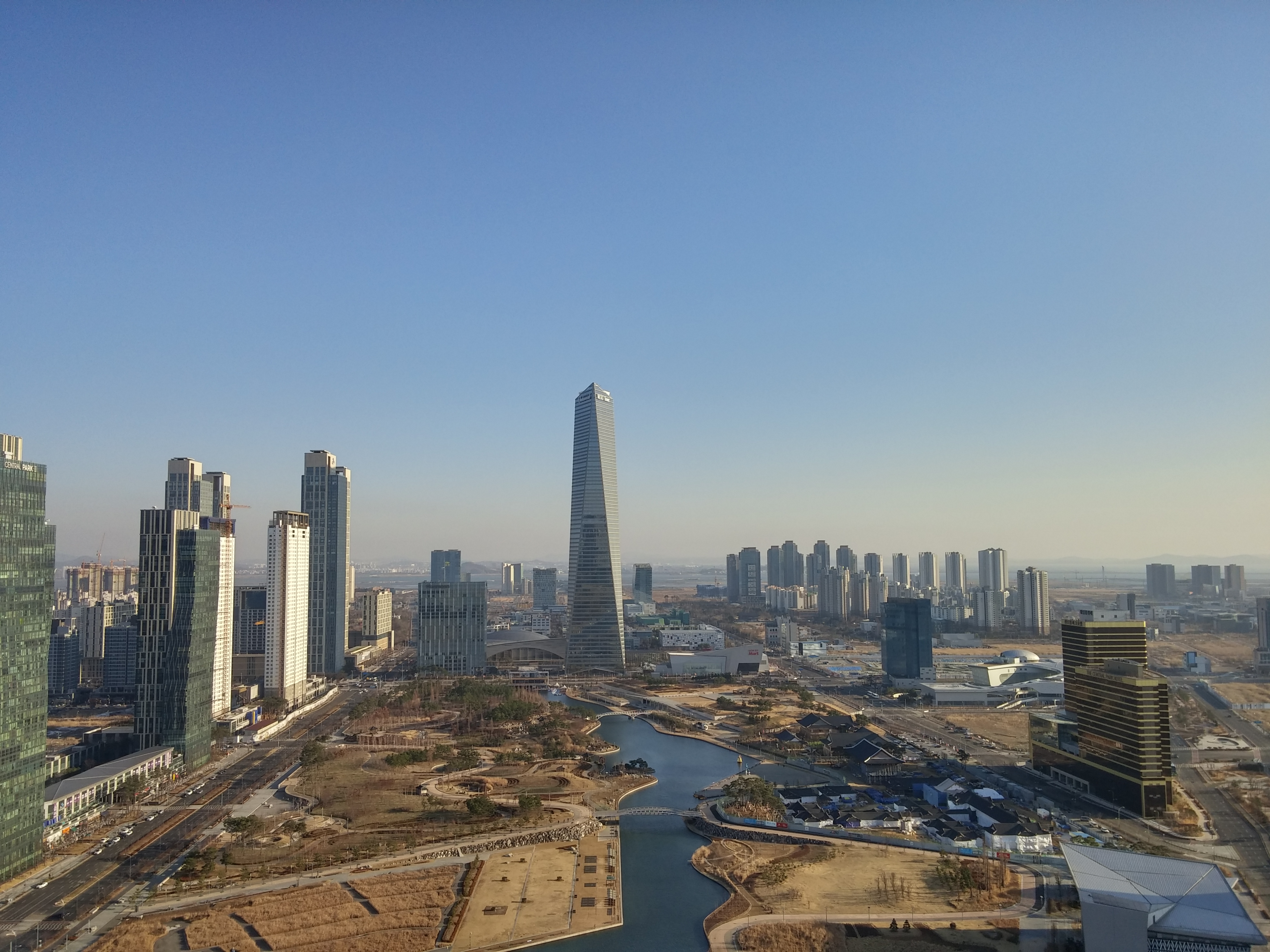
Головний офіс POSCO DAEWOO в м. Сонгдо (по центру)

Головний офіс компанії розташований в Northeast Asia Trade Tower (NEAT Tower) в місті Сонгдо, Республіка Корея. Станом на червень 2015 року, компанія керує 122 дочірніми підприємствами в 58 країнах світу, в тому числі в Україні. 

## Підрозділи
Компанія виділяє три основні підрозділи:
Торгівля
- Чорна металургія
- Хімічна промисловість
- Кольорова металургія
- Машинобудування
- Автомобільні компоненти
- Індустріальна електроніка
- Споживчі товари

Менеджмент проектів
- Машинобудування та заводи
- Енергетична інфраструктура

Видобуток сировини
- Нафта та газ
- Корисні копалини
- Лісозаготівля
- Сільське господарство